# Amarodytes plaumanni
Amarodytes plaumanni är en skalbaggsart som beskrevs av Gschwendtner 1935. Amarodytes plaumanni ingår i släktet Amarodytes och familjen dykare. Inga underarter finns listade i Catalogue of Life.